# Johnny Harsch
Johnny Harsch (Antwerpen, 2 april 1929 – Genk, 25 november 2005) was een Belgisch fotograaf. Hij was een der meest getekende persfotografen van Limburg. Hij werkte onder meer voor Het Belang van Limburg, Het Volk en Zondagsnieuws.

## Loopbaan
Hij maakte naam sinds de mijnsluiting van Zwartberg in 1966, toen hij met zijn foto's de bewering weerlegde dat de toenmalige rijkswacht had geschoten uit zelfverdediging: Gelogen. Ik heb de moorden gefotografeerd en de kompels zijn vluchtend in de rug neergeschoten. Ik heb alles op pellicule, zou Harsch hebben geantwoord. Hij slaagde erin om nadien de rumoerige periode van de mijnstakingen en –sluitingen uitgebreid te documenteren.
Ook buiten Limburg fotografeerde Harsch woelige gebeurtenissen: de rellen van Voeren in de jaren 1970, de opstand in Roemenië eind jaren 1980, Somalië, India, Bali.
Daarnaast bevatten zijn archieven opvallend veel sportfoto’s: van autorennen (Formule 1 en rallycross) tot atletiek en voetbal.
Zijn werk kwam bij nationale en internationale persagentschappen terecht en werd vaak bekroond, onder andere met de Martiniprijs in 1985 en 1987 en Prijs voor Beste Persfoto uitgereikt door Leica in 1989.
In het voorjaar van 2008 werd een overzichtstentoonstelling met een keuze uit het werk van Johnny Harsch georganiseerd in het stadhuis van Genk en werd een monografie uitgegeven met een selectie.
Op 29 april 2009 werd het volledige foto-archief (alle negatieven, dia’s en een hele reeks prints) door de erfgenamen, vrouw en kinderen, aan het stadsbestuur van Genk overgemaakt. Deze bewaart het archief integraal. Na een inventarisatie en digitalisering, die gezien de omvang enkele jaren in beslag zal nemen, zal in de toekomst het archief ook te raadplegen zijn.